# Carl Johan Broberg
Carl Johan Broberg, död 1802 i Göteborg, var en instrumentmakare i Göteborg. 

## Biografi
Broberg var lärogosse 1759–1765 i Ängelholm hos fiolmakaren Jacob Hellman. Han blev gesäll den 20 februari 1765 och tog den 4 juli 1768 avsked från den dåvarande mästaren Jöran Mohte. 29 juli 1768 ansökte han om privilegium i instrumentmakare och det beviljades 7 november 1769 i Göteborg.

## Instrument
Under Brobergs tid som instrumentmakare i Göteborg tillverkade omkring 181 fioler, 2 altfioler, 32 större och mindre basfioler, 54 barnfioler, 12 hummlar och 36 halscittror. Han utförde även reparationer på instrument.
| År   | Instrument                                                                         | Värde (summa) |
| ---- | ---------------------------------------------------------------------------------- | ------------- |
| 1773 | 1 basfiol, 48 barnfioler, 54 barnfioler, 1 cittra, 4 hummlar och 1 viola da gamba. | 404           |

### Bevarade instrument
En halscittra som finns på Historiska museet i Stockholm.